# 索尔费里诺站
索尔费里诺站（法語：Solférino）是巴黎地鐵12號線的一個車站，位於巴黎七區。索尔费里诺站開通於1910年11月5日，當時是南北公司A線的車站，在1931年3月27日改為巴黎地鐵12號線的車站。車站名稱來自索尔费里诺路。而索尔费里路街則得名於第二次義大利獨立戰爭期間的索尔费里诺战役。2011年有2449915人利用本站。奧賽博物館位於索尔费里诺站附近。

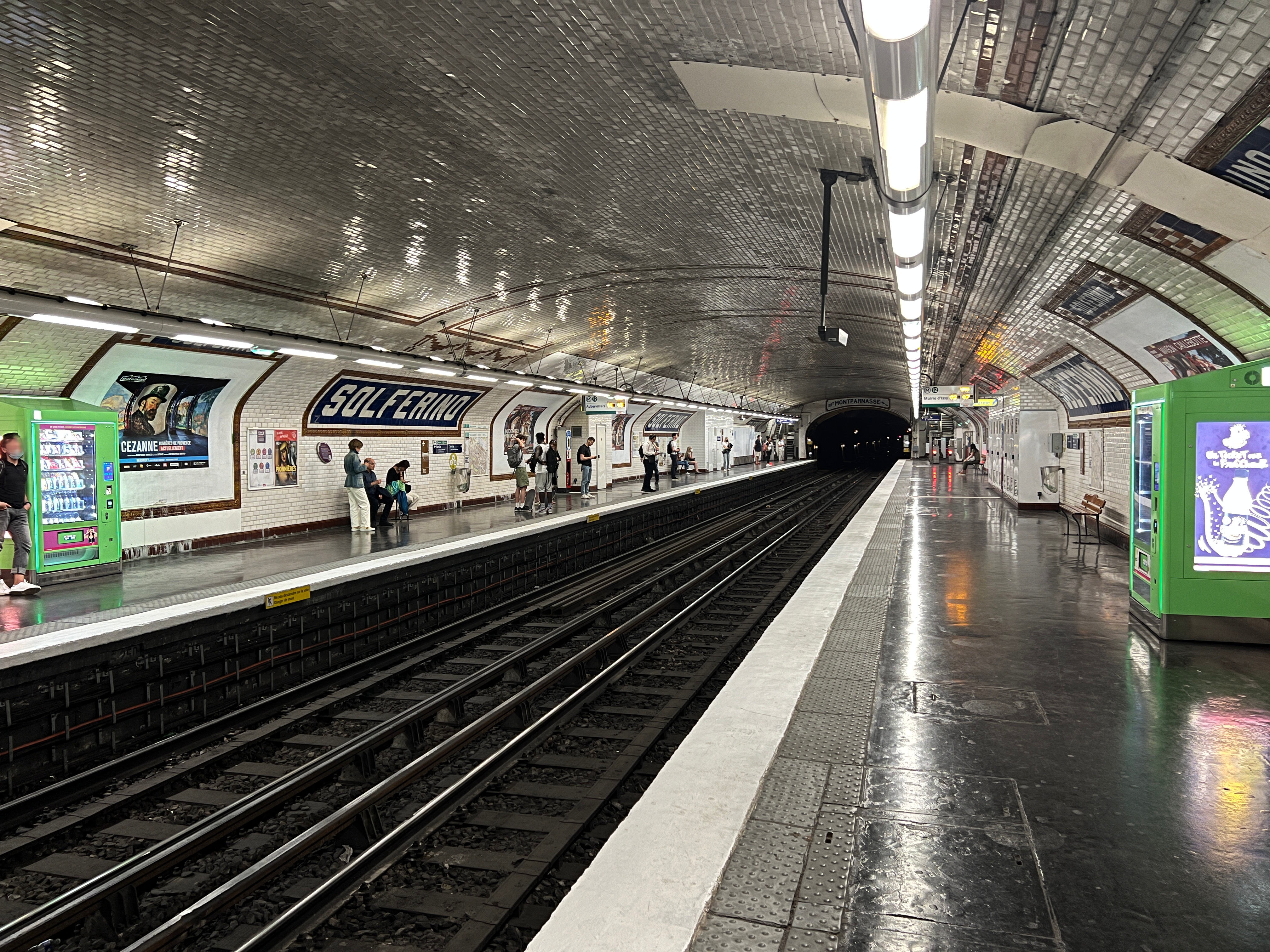
月台（2022年7月）

## 車站結構
| 街道層     |                    |                                |
| B1         | 夾層               |                                |
| 12號線月台 | 側式月台，右側開門 | 側式月台，右側開門             |
| 12號線月台 | 南行               | 往伊西市政厅（渡船路）         |
| 12號線月台 | 北行               | 往欧贝维利耶市政厅（國民議會） |
| 12號線月台 | 側式月台，右側開門 |                                |